# Princeville (Hawaii)
Princeville ist eine geplante Siedlung an der Hanalei Bucht an der Nordküste von Kauai. Das U.S. Census Bureau hat bei der Volkszählung 2020 eine Einwohnerzahl von 2.157 ermittelt. 
Es ist die nördlichste Siedlung im US-Bundesstaat Hawaii und wird vorwiegend für touristische Zwecke genutzt. Der Ort grenzt im Westen an das Dorf Hanalei (300 Einwohner).

## Geschichte
Im fruchtbaren Hanalei-Tal, in dem sich Princeville befindet, bauten die Hawaiianer seit Jahrhunderten auf bewässerten Feldern Taro an und betrieben Fischteiche. In den 1830er Jahren kamen die ersten weißen Siedler, die verschiedene Landwirtschaftsprodukte anbauten sowie Seidenraupen und Rinder züchteten. 1842 wurde dem Briten Godfrey Rhodes und dem Franzosen Jean Bernard ein 50-jähriger Pachtvertrag über 150 Acres Land entlang des Hanalei Flusses gewährt, auf dem sie die erste kommerzielle Kaffeeplantage der Hawaii-Inseln anlegten. Die Plantage wurde auf fast 1000 Acres vergrößert. Gegen Ende der 1840er Jahre ging die Kaffeeproduktion zurück, eine Flut hatte die Ernte zerstört und viele Arbeiter zogen dem Goldrausch folgend nach Kalifornien. 1851 kamen die verbliebenen hawaiischen Arbeitskräfte durch eine Epidemie ums Leben. 1853 erwarb der Schotte Robert Wyllie, ein ehemaliger Außenminister des Königreichs Hawaii, deren Land für 1300 US-Dollar, um Zuckerrohr anzubauen. Einwanderer aus China stellten nun die Arbeitskräfte. 1860 nannte er seine Plantage Princeville, zu Ehren des Besuchs von Prinz Albert Edward Kauikeaouli Lei O Papa a Kamehameha, der damals zwei Jahre alt war – aber 1862 verstarb. Ein Jahr später ließ er aus Schottland die modernste Zuckerfabrik Hawaiis installieren. Die Landarbeiter erhielten zu jener Zeit einen Tageslohn von 25 Cents. Nach seinem Tod 1865 wechselte die Plantage mehrfach den Eigentümer, bis sie 1892 von Albert S. Wilcox, ehemaliges Mitglied des Repräsentantenhauses im Königreich Hawaii, erworben und in eine Ranch umgewandelt wurde. Wilcox baute 1899 auch das erste Strandhaus an der Hanalei Bucht., das 1993 in das National Register of Historic Places eingetragen wurde. Der Hanalei Pier wurde 1912 errichtet.
Die touristische Entwicklung begann 1971 mit der Eröffnung des Makai Golf Club. In den 1980er Jahren wurde ein 9000 Acre großes Resort von den japanischen Unternehmen Suntory Ltd., Mitsui & Co. Ltd. sowie Nippon Shinpan Co. Ltd. entwickelt und 1986 eröffnet.

## Demographie
2020 zählte Princeville 2.157 Einwohner, die sich zusammensetzen aus: 77,8 % Weiße, 12,2 % gemischtrassig und 5,4 % spanisch oder lateinamerikanisch, 4,6 % andere.

## Strände

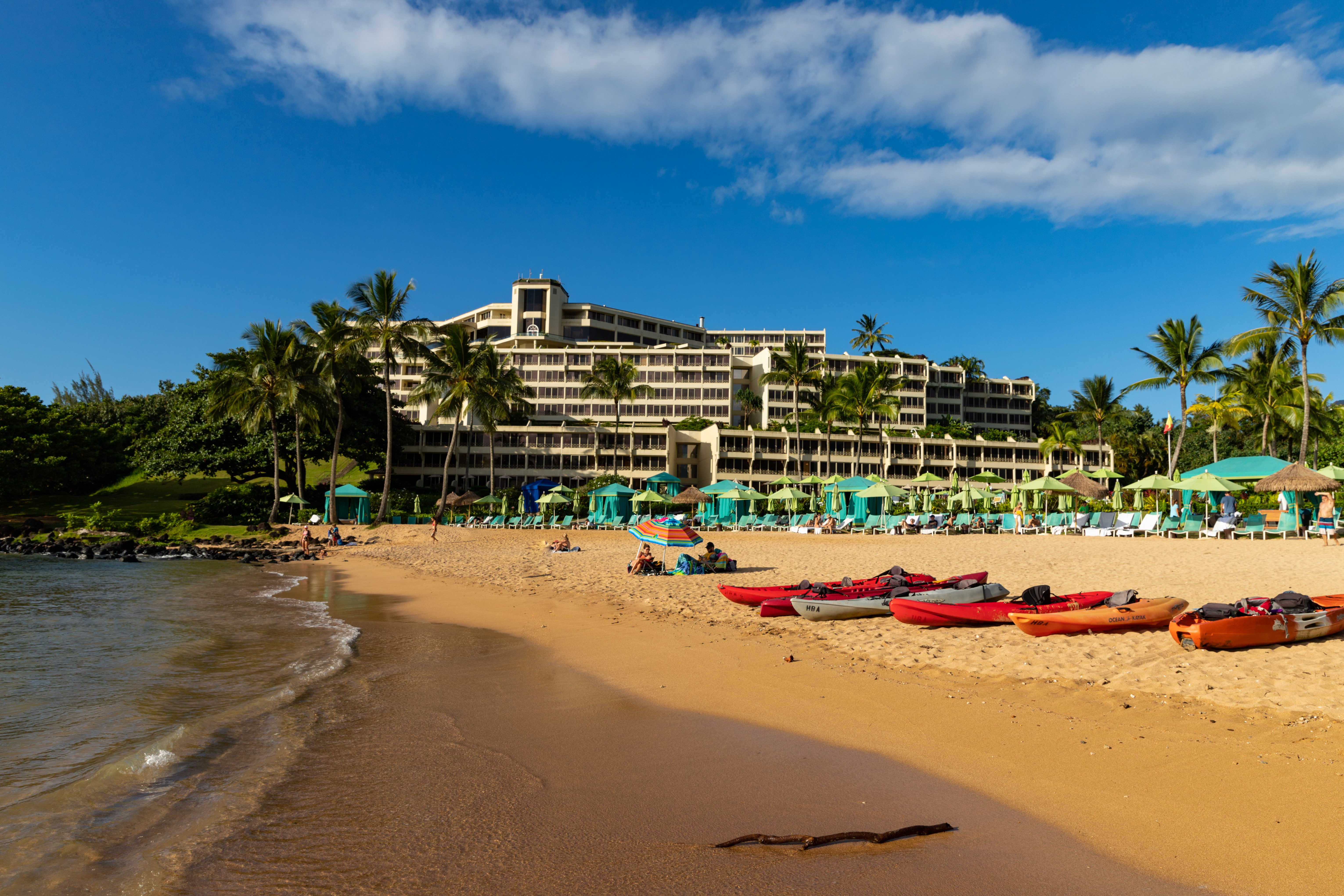
Puu Poa Beach

Es gibt mehrere Sandstrände: Puu Poa Beach, Hideaway Beach, Sealodge Beach, Wyllie's Beach und die drei Meilen lange Anini Beach, welche durch das längste und breiteste Saumriff Hawaiis geschützt wird. Er gilt als der beste Schnorchelstrand von Kauai.
Queen's Bath ist ein natürlicher Gezeitenpool aus Lavagestein, der jedoch im Winterhalbjahr wegen der hohen Brandung aus Sicherheitsgründen gesperrt ist. Bei hohen Wellen besteht Lebensgefahr.

## Infrastruktur
Der Ort verfügt u. a. über einen Flughafen – Princeville Airport (HI01), einen 18-Loch Golfplatz, ein Einkaufszentrum, einen Foodland-Supermarkt mit DMV-Kiosk, eine öffentliche Bibliothek, eine Post und eine Bank. Am südlichen Ortsrand befindet sich mit der Haraguchi Rice Mill die letzte erhaltene Reismühle von Hawaii.